# José Guadalupe Martín Rábago
José Guadalupe Martin Rabago fue el décimo obispo y primer arzobispo de León, presidente de la Conferencia Episcopal Mexicana, quien organizó la visita del Papa Benedicto XVI a México en el año 2012.

## Biografía
Nació en San Miguel el Alto, Jal., el 12 de octubre de 1935, tercero de 6 hermanos nacidos del matrimonio entre Cesáreo Martín (del Campo) y María Rábago-Cossío y Anaya. Su abuelo fue don Francisco Martín del Campo y Rábago, descendiente del capitán Lázaro Martín del Campo, natural de Villamartín de Campos, uno de los primeros españoles en poblar la zona de los Altos de Jalisco.  
A los 13 años dejó su pueblo natal para estudiar en el Seminario de Guadalajara donde realizó sus estudios de Humanidades y Filosofía. Partió a Roma a los 21 años de edad, para ingresar en la Academia Eclesiástica de Nuncios o Delegados Apostólicos. 

### Sacerdote
Volvió a México para su ordenación sacerdotal, recibida el 22 de julio de 1962 de manos del cardenal José Garibi Rivera. Volvió a Roma para continuar sus estudios, regresó a la Diócesis de Guadalajara en 1964. Como residente en el Pontificio Colegio Pío Latinoamericano y alumno de la Pontificia Universidad Gregoriana de Roma, obtuvo las licenciaturas en Filosofía, Teología y Derecho Canónico. De 1964 a 1980 fue formador de tiempo completo en el Seminario. Secretario Canciller de la Curia Arquidiocesana de 1980 a 1988. Rector del Seminario Arquidiocesano de San José desde 1988 a 1992. Además de los siguientes ministerios: Miembro de la Comisión Diocesana de Liturgia, Comisión de Promoción del Presbiterio, Equipo Diocesano de Reflexión pastoral, Abogado del Tribunal Eclesiástico Regional, Corresponsal del Instituto de Teología a Distancia.

### Obispo
El 15 de abril de 1992 el Papa Juan Pablo II lo nombró Obispo titular de Tuscania (Mauritania Cesariense) y Auxiliar de Guadalajara. Su consagración episcopal tuvo lugar el siguiente 5 de junio por el Cardenal Juan Jesús Posadas Ocampo en Guadalajara, Jal. Elegido por la Conferencia Episcopal Mexicana para ser vocal de la Comisión Episcopal de Seminarios y Vocaciones. Administrador Diocesano de Sede Vacante de la Arquidiócesis de Guadalajara entre 1993 y 1994. Fue elegido X Obispo de León el 23 de agosto de 1995, por el papa Juan Pablo II. Tomando posesión el 18 de octubre de 1995.
Entre otros cargos desempeñados paralelos al obispado, se encuentran los siguientes: Primer Vocal del Consejo de Presidencia de la Conferencia Episcopal Mexicana, para el trienio 1995-1997. Representante de la región Pastoral Occidente. Presidente de la Comisión Doctrinal de la Conferencia Episcopal mexicana para el trienio 1995-1997. Elegido por el Episcopado Mexicano para participar en la Asamblea del Sínodo para América en Roma, celebrado entre el 16 de noviembre y el 12 de diciembre de 1997. El 30 de octubre de 1997 resultó elegido Vicepresidente de la Conferencia del Episcopado Mexicano, para el Trienio 1997-2000 y reelegido para un segundo período 2000-2003. El 30 de octubre de 1997 resultó elegido Vicepresidente de la Conferencia del Episcopado Mexicano, para el Trienio 1997-2000. Reelegido para este cargo en el período 2000-2003. De noviembre de 2003 a noviembre de 2007 fungió como Presidente de la Conferencia Episcopal Mexicana. Es nombrado I Arzobispo de León el 26 de noviembre de 2006. Fue el único Arzobispo Mexicano en recibir la Visita del Papa Benedicto XVI a su Arquidiócesis en la visita del 23 al 26 de marzo de 2012.
En la diócesis de Aguascalientes: fue nombrado administrador Apostólico a la muerte del obispo titular Don Ramón Godínez Flores, durante un año (abril de 2007 al 2008), hasta la llegada del obispo Don José María de la Torre Martín el 13 de marzo de 2008.